# 科克捷別利

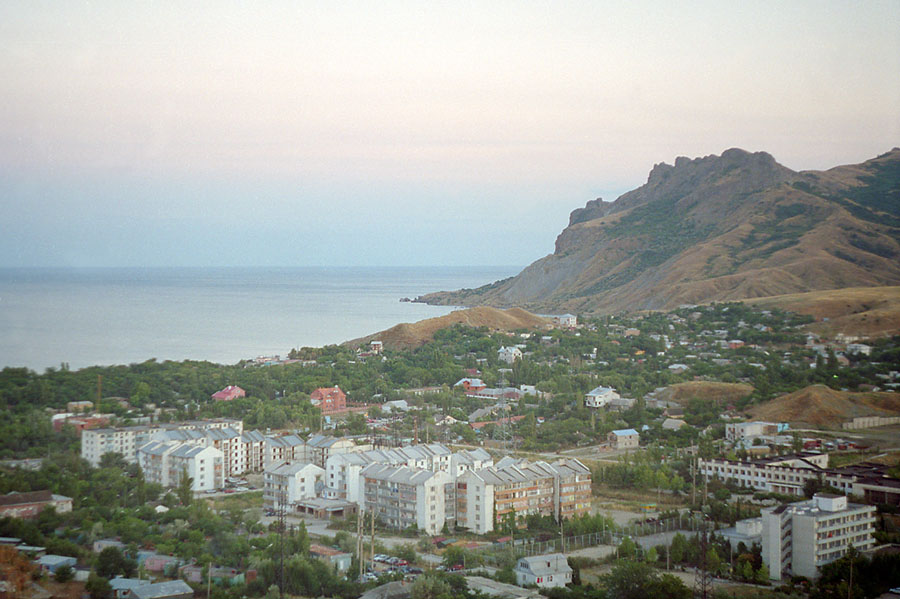
远眺镇区

科克泰貝利（烏克蘭語：Коктебель），又按俄語读音譯為科克捷別利（俄语：Коктебель），法理上是乌克兰克里米亚自治共和国東南部费奥多西亚区的市级镇，但事实上是俄罗斯克里米亞共和國费奥多西亚市议会下辖的市级镇。該鎮處於黑海畔，面積0.82平方公里，海拔高度30米，2001年人口2,841，人口密度每平方公里3,477.8人。

## 畫廊

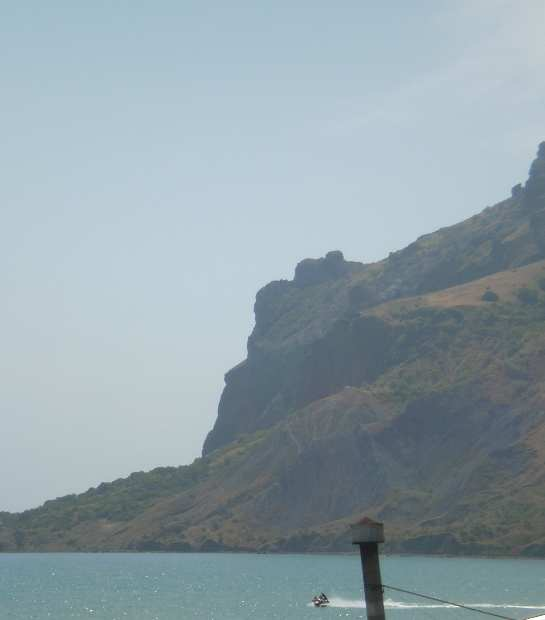
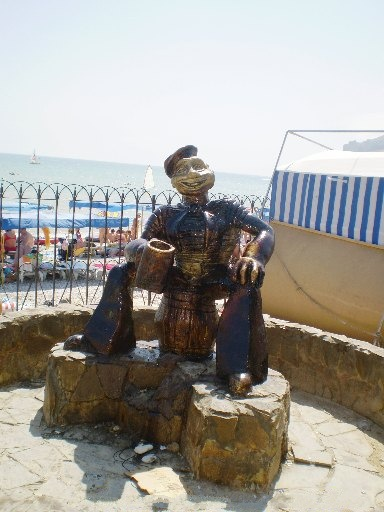
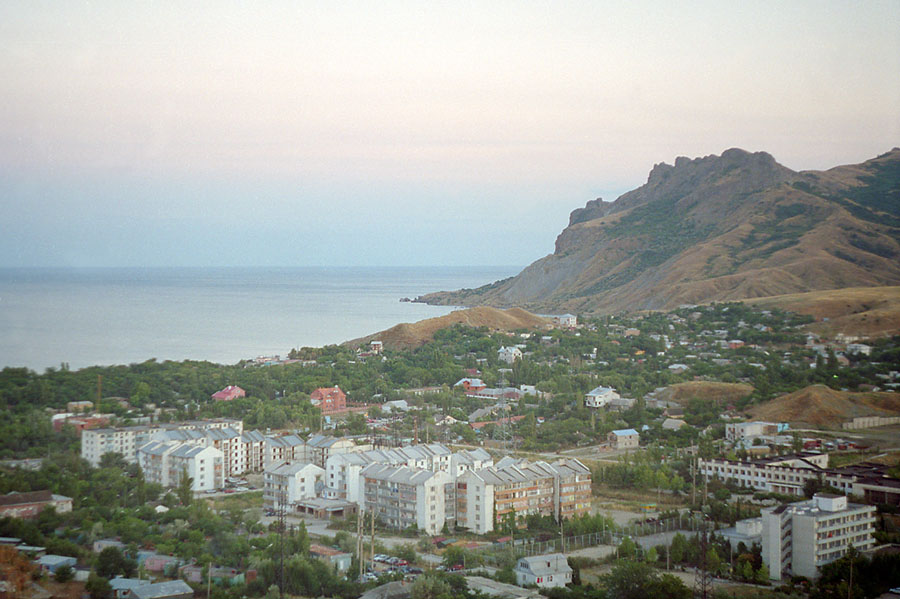
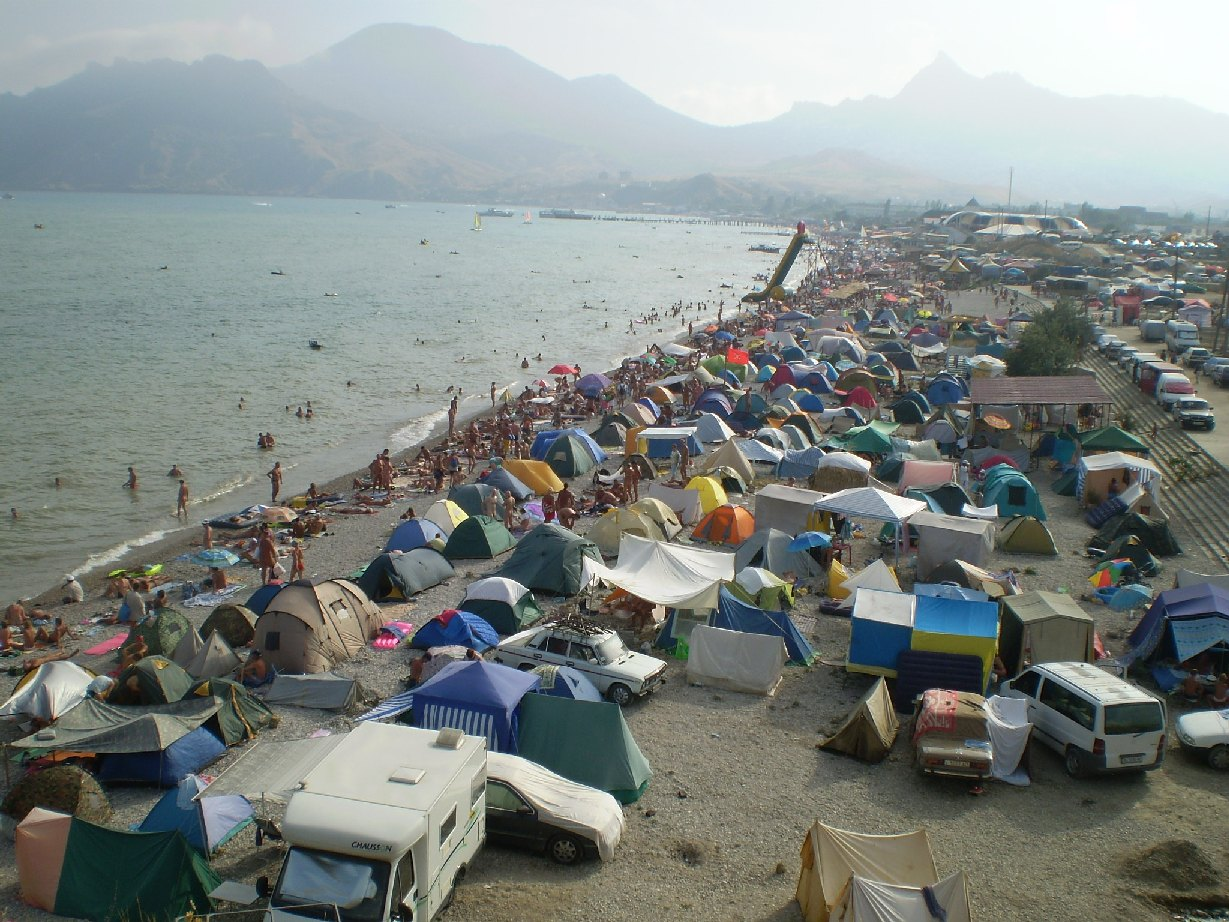
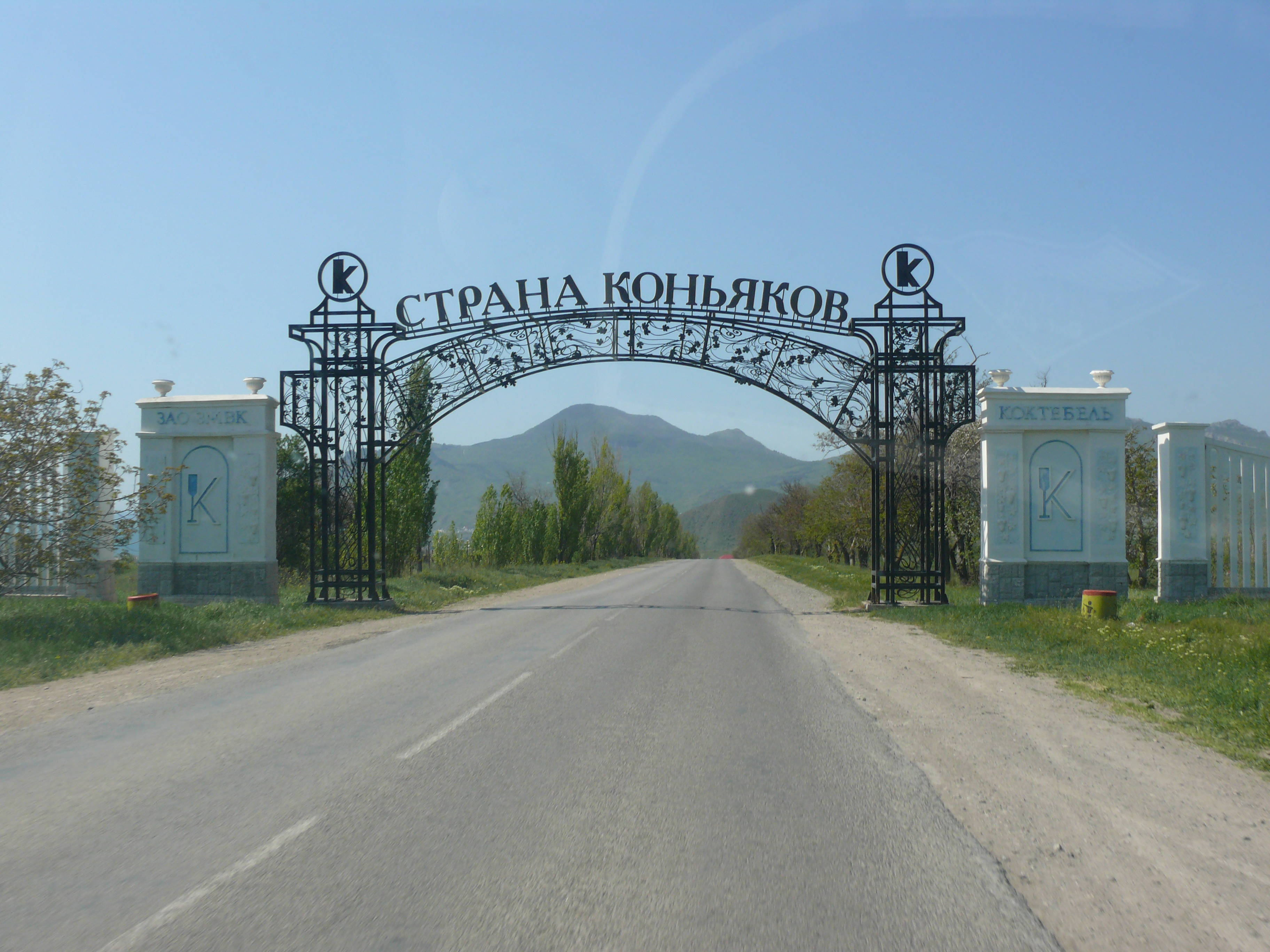